# 오스트레일리아-인도 관계
오스트레일리아와 인도 사이의 외교 관계는 잘 확립되어 있으며, 두 나라 모두 대영 제국의 일부였던 이후로 "포괄적 전략적 동반자 관계"를 공유하고 있다. 두 나라는 영연방 회원국이며, 정치, 경제, 안보, 언어, 스포츠 분야에서 유대를 공유한다. 강력한 무역과 이주 외에도, 문화, 예술, 음악, 그리고 크리켓, 테니스, 배드민턴과 같은 상업적 및 국제 스포츠가 두 나라 사이의 강력한 문화적 연결로 부상하였다. 오스트레일리아와 인도 간의 군사 협력에는 정기적인 해군 합동 훈련 AUSINDEX가 포함된다. 두 나라는 쿼드의 일부이다.

## 역사

### 1788년 이전
오스트레일리아가 식민지화되기 이전, 최근의 한 연구에 따르면 토착 인도인과 오스트레일리아 원주민의 DNA와 언어 발달에 근거하여 약 4,000년에서 5,000년 전 인도인의 오스트레일리아로의 고대 이주에 대한 증거가 있다.

### 1788년~1947년: 식민지 시대
오스트레일리아와 인도 간의 유대는 1788년 오스트레일리아의 유럽인 정착 직후 바로 시작되었다. 뉴사우스웨일스주 유배 식민지가 설립되었을 때, 식민지와 오가는 모든 무역은 영국 동인도 회사가 통제했으나, 이는 널리 무시되었다. 인도 캘커타에서 건조된 초기 선박 중 하나인 새로 이름 붙여진 시드니 코브는 태즈메이니아주 근처에서 럼 화물을 싣고 좌초되었으며, 선원들 (인도인 라스카르 12명을 포함)은 1796년에 먼저 작은 보트를 저어 이동했고, 이후 태즈메이니아주에서 시드니까지 긴 도보 여행을 했는데, 그 과정에서 단 한 명의 인도인과 두 명의 영국 선원만이 살아남았다.
웨스턴오스트레일리아주에 위치한 오스트랄린드 (1841년 설립) 마을 이름은 오스트레일리아와 인도를 합친 혼성어이다. 인도의 카르나타카주에 위치한 망갈루루와 동일한 이름을 가진 도시가 오스트레일리아에도 존재하며, 빅토리아주, 태즈메이니아주, 퀸즐랜드주에 각각 위치한다. 웨스턴오스트레일리아주에 위치한 세르반테스, 노샘프턴, 마두라 (1876년 설립) 마을은 19세기 후반 영국령 인도 육군 기병대의 군마를 번식시키는 데 사용되었다. 이 말들은 당시 북서변경주 (현재의 파키스탄)에서 사용되었다.
초기 식민지 시절, 인도인들은 노동자와 가정부로 오스트레일리아에 데려와졌으며, 연방 성립 이후 이민이 제한되었다. 백호주의 정책이 지속되던 후반기에 점진적인 이주가 있었고, 특히 노동력 부족 기간에 울굴가의 시크교도들이 대표적이었다.

### 1947년~현재: 인도 독립 이후
제2차 세계 대전 이후, 벤 치플리 총리는 공산주의에 대한 전초기지 역할을 하기 위해 인도의 대영 제국으로부터의 독립을 지지했다. 이후 로버트 멘지스 총리 아래에서, 오스트레일리아는 인도가 공화국으로서 영연방에 가입하는 것을 지지했다. 1950년에 멘지스는 인도를 방문한 첫 번째 오스트레일리아 총리가 되었으며, 그곳에서 총독 차크라바르티 라자고팔라차리와 총리 자와할랄 네루를 만났다.
콜롬보 계획의 일부로서, 1950년대와 1960년대에 많은 인도 학생들이 오스트레일리아에서 공부할 수 있도록 후원받았다. 1960년대 후반 제한 완화로 비유럽계 인도인 이민자, 특히 전문직 이주자들이 오스트레일리아로 증가했다. 2011~12년 동안 인도인은 오스트레일리아 영주권 취득자 중 가장 큰 비중을 차지했다. 오스트레일리아는 또한 인도 대학생들에게 두 번째로 인기 있는 유학지이며, 2017년 기준 약 6만 명의 인도인이 학생비자를 가지고 있었다.
독립 이후 오스트레일리아는 인도와 파키스탄 양국과 관계를 유지했으며, 2007년에 국경을 넘는 방위 물자 판매, 예를 들어 50대의 미라주 전투기와 부품 판매에 대해 인도가 우려를 표명했다.
2024년 4월 30일, 언론 보도에 따르면 2020년에 오스트레일리아가 인도 스파이들을 국가에서 추방한 것으로 알려졌다.
2024년 11월 4일, 수브라마냠 자이샹카르와 제넷 영이 브리즈번에 새 인도 영사관을 공동으로 개설했다.

## 외교 관계
인도는 1941년에 오스트레일리아 시드니에 무역사무소를 처음 설립했다. 현재 인도는 캔버라의 인도 고등판무관부에 고등판무관을 파견하고 있으며, 시드니, 퍼스, 멜버른에 영사관을 두고 있다. 오스트레일리아는 인도 뉴델리에 고등판무관부를 두고 있으며, 뭄바이와 첸나이에 영사관을 운영하고 있다.  2018년 초, 오스트레일리아 정부는 특히 인도의 성장하는 광산업과의 비즈니스를 촉진하기 위해 콜카타에 총영사관을 설립할 것이라고 발표했다.
양국은 모두 영연방 회원국일 뿐만 아니라, 유엔의 창립 회원국이며, 환인도양연합와 동남아시아 국가 연합 등 지역 기구의 회원국이다.
오스트레일리아는 전통적으로 인도와 중국 간 외교 분쟁 지역인 아루나찰프라데시주에 대한 인도의 입장을 지지해 왔다. 2023년 당시 주인도 오스트레일리아 고등판무관 배리 오패럴은 아루나찰프라데시주가 인도에 필수적이라고 말했다.
1978년 영연방 정부 수반 회의에서 인도 총리를 암살하려 한 것으로 알려진 시드니 힐튼 호텔 폭탄 테러 사건은 당시 큰 주목을 받았다.
냉전 시기 동안 오스트레일리아와 인도는 때때로 전략적 관점에서 차이를 보였으나, 최근 몇 년간에는 2009년 공동 안보 협력 선언을 포함해 훨씬 긴밀한 안보 관계를 맺고 있다.
최근 인도와 오스트레일리아 총리들의 방문으로는 2014년 토니 애벗의 방문과 같은 방문들이 있었고, 같은 해 나렌드라 모디의 오스트레일리아 방문은 28년 만에 처음으로 인도 총리의 방문이었다. 2017년 맬컴 턴불의 방문도 양국 관계를 진전시키는 계기가 되었다. 턴불은 뭄바이 방문 중 2035년까지의 양국 관계를 안내할 독립적인 '인도 경제 전략'을 위임할 것이라고 발표했다.
오스트레일리아 총리 스콧 모리슨은 2020년 1월, 뉴델리를 방문할 예정이었으나, 오스트레일리아의 산불로 인해 일정을 연기했다. 5월로 재조정된 방문 계획은 COVID-19 발병으로 인해 다시 보류되었다.
모디 총리는 6월 4일, 모리슨과 첫 번째 가상 양자 정상회담을 가졌으며, 인도-태평양 지역에서 중국의 공격성 강화 노력에 대응하여 오스트레일리아와 전략적 파트너십을 확대하기를 희망했다. 이 정상회담은 캔버라가 COVID-19 기원에 관한 전 세계 조사를 요구하면서 중국과 오스트레일리아 간 새로운 긴장이 고조된 가운데 열렸으며, 2020년 중국이 인도 영토에 침입한 사건 이후에 이루어졌다.  모리슨 총리도 "스코모사스(ScoMosas)"를 만들었고, 가상 정상회담에서는 군사 동맹 강화를 위한 협의도 진행되었다.